# Ковшов, Михаил Фёдорович
Михаил Фёдорович Ковшов — советский хозяйственный, государственный и политический деятель.

## Биография
Родился в 1936 году в Саранске. Член КПСС.
С 1958 года — на хозяйственной, общественной и политической работе. В 1958—2007 гг. — дежурный станции Оренбургской ж/д, ревизор Уральского отделения Казахской ж/д., диспетчер, старший помощник, заместитель начальника, начальник ст. Саранск, заместитель начальника Рузаевского отделения Куйбышевской ж/д., 1-й заместитель начальника Волжского отделения Куйбышевской ж/д., начальник Рузаевского отделения Куйбышевской ж/д., председатель Саранского горисполкома, заместитель Председателя Президиума ВС, 1-й заместитель Председателя СМ Мордовии, заместитель начальника Куйбышевской ж/д., заместитель начальника службы снабжения Куйбышевской ж/д
Делегат XXV съезда КПСС.
Живёт в Саранске.